# Antón del Rosario
Antón Edward Quimson del Rosario (San Francisco, 23 dicembre 1981) è un calciatore statunitense naturalizzato filippino, difensore del Maharlika.
È il fratello minore di Armand Del Rosario, anch'egli calciatore professionista.

## Biografia
Anton del Rosario è nato a San Francisco, negli Stati Uniti d'America, da genitori filippini.
Parallelamente alla carriera sportiva, a partire dai primi anni duemiladieci del Rosario è entrato anche nel mondo della moda facendo da testimonial per noti marchi filippini come Bench e McJim.
È legato sentimentalmente a Samantha Richelle Bolkiah, figlia del Principe del Brunei Jefri Bolkiah, con la quale ha un figlio.

## Carriera

### Club
Conta una lunga permanenza nel Kaya, squadra nella quale ha rivestito anche il ruolo di capitano.
Nel settembre 2014 si trasferisce al Loyola Meralco Sparks.

### Nazionale
Dopo aver passato alcuni anni della propria adolescenza nelle Filippine, alla fine degli anni novanta decide di rappresentare la Nazionale filippina. Viene selezionato per divenire membro degli Azkals nel 2000, ma compie il proprio debutto internazionale solamente l'8 dicembre 2004 nella partita di Tiger Cup contro la Birmania. Dopo una prova convincente, viene impiegato come terzino destro per il resto del torneo e si conferma nel corso degli anni tra i pilastri della Nazionale filippina.